# Први доњи секутић
Доњи први (централни) секутић – dens incisivus primus inferior је најмањи стални зуб хумане дентиције, који се налази непосредно уз медијалну линију у оба квадранта доњег денталног лука. Веома подсећа на доњи латерални секутић, од кога је само незнатно мањи и показује билатералну симетрију круне и корена, што је јединствена појава код сталних зубa. Обично има облик сличан длету, што наглашава његову улогу у мастикацији („покретно сечиво“ дентиције), а оклудира са горњим секутићима које допуњује у функцији. Постоје два доња централна секутића, која се обележавају на следећи начин:
- стални доњи десни први секутић – 41;
- стални доњи леви први секутић – 31.

## Круна
Круна зубa има облик длета, што одговара функцији одгризања и сечења залогаја. Она се описује из пет различитих аспеката: лабијалног, лингвалног, два проксимална и инцизалног.

### Лабијални аспект
Лабијална површина има облик правоугаоника (са наглашеном билатералном симетријом) и инцизална и средња трећина су јој обично равне, а цервикална благо конвексна. Развојне депресије се срећу, мада ретко, а преклопне линије обично нису присутне (за разлику од горњих секутића).
Проксималне ивице лабијалне површине су равне и благо конвергују ка врату зубa, а висина контуре се налази у близини сечивне ивице. На инцизалној ивици се срећу три кумулуса (овалне екстензије глеђи), које временом нестају услед абразије и инцизални гребен постаје инцизална површина. Цервикална линија је симетрично конвексна према врху корена зубa.

### Лингвални аспект
Орална површина је троугластог облика, са базом у пределу сечивне ивице. Ужа је од лабијалне, јер проксималне површине (мезијална и дистална) конвергују ка орално. У средњој и инцизалној трећини је благо конкавна и садржи лингвалну јаму (лат. fossa lingualis s. dentalis), ограничену маргиналним гребенима. Цервикална трећина је конвексна и садржи цингулум, нешто слабије изражен у односу на антагонистичке зубe.
Проксимални и инцизални профили су слични као код лабијалне површине, а цервикална линија показује нешто јачи конвекситет. Ова површина је специфична по томе што се на њој често таложе каменац и конкременти, због изводних канала пљувачних жлезда, које се налазе у непосредној близини - на поду усне дупље.

### Проксимални аспект
Мезијална и дистална површина имају облик троугла са базом у цервикалном пределу и врхом према сечивној ивици. Оне су веома сличног облика и величине, због билатералне симетрије, осим мезијално јаче израженог конвекситета цервикалне линије (што се користи за разликовање).
Лабијални профил је конвексан, а лингвални конкаван или раван у средњој и инцизалној, и конвексан у цервикалној трећини зубa. Инцизална површина је равна и нагнута орално. Контактне зоне се налазе на истој висини и смештене су у инцизалној трећини.

### Инцизални аспект
Посматран са инцизалног аспекта зуб има четвороугаону форму и више се види лабијална површина, а цингулум је мало померен дистално (што се такође користи за разликовање левог и десног зубa).

## Врат
Врат зубa (лат. collum dentis) садржи глеђно-цементни спој (цервикалну линију) који је конвексног облика на све четири површине.

## Корен
Корен зубa (лат. radix dentis) је једнокрак и прав, или нагнут дистално (мада ретко). Има облик купе и нешто је шири када се посматра са проксималног аспекта. На мезијалној и дисталној страни показује уздужне лонгитудиналне бразде, које их деле на два сегмента. На попречном пресеку је овалног или правоугаоног облика са заобљеним угловима.

## Димензије
| Први доњи секутић     |                        |              |               |                    |
| Мезио-дистална ширина | Лабио-лингвална ширина | Висина круне | Дужина корена | Укупна дужина зуба |
| 5,0 mm                  | 6,0 mm                   | 9,0 mm         | 12,5 mm         | 21,5               |

## Развој зуба
| Почетак калцификације | Комплетно формирана круна | Ницање (ерупција) | Завршен раст корена |
| --------------------- | ------------------------- | ----------------- | ------------------- |
| 3 - 4 месеца          | 4 - 5 година              | 6 - 7 година      | 9 година            |

## Варијације
Варијације и аномалије су веома ретке код доњих секутића, а када су присутне обично се односе на:
- степен инклинације (нагиба) лабијалне површине,
- изглед кумулуса и
- закривљеност или бифуркацију корена.